# Campeonato Mundial de Hóquei no Gelo Sub-18
O Campeonato Internacional de Hóquei no Gelo SUB-18 é um torneio anual disputado pelas melhores seleções de Hóquei no gelo, para jogadores com menos de 18 anos. O torneio é organizado pela Federação Internacional de Hóquei no Gelo. É disputado desde 1999, e tem a Rússia e os Estados Unidos como maiores campeões, 3 torneios para cada lado.

## Torneios e resultados
| Ano           | Sede             |                | Final  | Final          | Final            |        | Disputa do 3º lugar | Disputa do 3º lugar | Disputa do 3º lugar |
| Ano           | Sede             | Ouro           | Placar | Prata          | Bronze           | Placar | 4º lugar            |                     |                     |
| 1999 Detalhes | Alemanha         | Finlândia      | -----  | Suécia         | Eslováquia       | -----  | n/a                 |                     |                     |
| 2000 Detalhes | Suíça            | Finlândia      | 3 - 1  | Rússia         | Suécia           | 7 - 1  | Suíça               |                     |                     |
| 2001 Detalhes | Finlândia        | Rússia         | 6 - 2  | Suíça          | Finlândia        | 2 - 1  | República Tcheca    |                     |                     |
| 2002 Detalhes | Eslováquia       | Estados Unidos | -----  | Rússia         | República Tcheca | -----  | Finlândia           |                     |                     |
| 2003 Detalhes | Rússia           | Canadá         | 3 - 0  | Eslováquia     | Rússia           | 6 - 3  | Estados Unidos      |                     |                     |
| 2004 Detalhes | Bielorrússia     | Rússia         | 3 - 2  | Estados Unidos | República Tcheca | 3 - 1  | Canadá              |                     |                     |
| 2005 Detalhes | República Tcheca | Estados Unidos | 5 - 1  | Canadá         | Suécia           | 4 - 2  | República Tcheca    |                     |                     |
| 2006 Detalhes | Suécia           | Estados Unidos | 3 - 1  | Finlândia      | República Tcheca | 4 - 1  | Canadá              |                     |                     |
| 2007 Detalhes | Finlândia        | Rússia         | 6 - 5  | Estados Unidos | Suécia           | 8 - 3  | Canadá              |                     |                     |
| 2008 Detalhes | Rússia           | Canadá         | 8 - 0  | Rússia         | Estados Unidos   | 6 - 3  | Suécia              |                     |                     |